# Saint-Omer (Calvados)
Saint-Omer è un comune francese di 166 abitanti situato nel dipartimento del Calvados nella regione della Normandia.

## Società

### Evoluzione demografica
Abitanti censiti